# Nadezhda Súslova
Nadezhda Prokófievna Súslova (en ruso: Наде́жда Проко́фьевна Су́слова; Panino, 1 de septiembre de 1843 – Alushta, 20 de abril de 1918) fue la primera doctora en medicina rusa y hermana de Polina Súslova. Trabajó como ginecóloga en Nizhni Nóvgorod y participó en muchas actividades benéficas.

## Biografía

### Infancia y juventud
Nadezhda nació en la pequeña localidad rural de Panino en la gobernación de Nizhni Nóvgorod —en lo que en esa época era el Imperio ruso, actualmente situada en el óblast de Nizhni Nóvgorod en Rusia—, era la segunda de tres hijos. Su padre, Prokofi, y su madre, Anna, eran siervos de la familia Sheremete, Pero Prokofi logró triunfar como comerciante y fabricante. Decidió a dar una educación adecuada a sus hijas, Polina (diminutivo del nombre de pila Apolinaria) y Nadezhda. En casa tenían una institutriz y una profesora de baile.
Más tarde ingresó en el internado Penichkau en Moscú, donde aprendió varios idiomas extranjeros. Al igual que otros jóvenes de la época, a Nadezhda le gustaba leer, disfrutaba de las obras de Nikolái Chernishévski y Nikolái Dobroliúbov  y se hizo amiga de los demócratas revolucionarios. En 1859 las hermanas Súslova se mudaron a San Petersburgo. En 1861, sus cuentos Rasskaz v pismah (en ruso: Рассказ в письмах) y  Fantazyorka (en ruso: Фантазёрка) se publicaron en la revista literaria Sovremennik. Estos cuentos defendían una filosofía feminista y nihilista que más tarde le causaría problemas políticos. En la década de 1860, Nadezhda Súslova se unió a la organización revolucionaria Tierra y Libertad.

### Educación
Iván Séchenov y Serguéi Botkin le permitieron asistir a clases en la Academia Médica Militar Imperial con Maria Obrucheva (Bokov), otra joven con simpatías revolucionarias que había conocido a Suslova en la escuela. Su primer artículo, Cambios en las sensaciones de la piel bajo la influencia de la estimulación eléctrica, se publicó en la revista médica Meditsinskiy Vestnik en 1862.
En 1865, después de que se prohibiera oficialmente a las mujeres entrar en las universidades, se trasladó a Suiza, en parte debido al arresto de sus hermanos y de Bokov y su marido por actividades políticas. En Suiza, asistió a clases de medicina en la Universidad de Zúrich durante dos años y luego se convirtió en estudiante oficial cuando la universidad se abrió a las mujeres. Tenía la intención de estudiar obstetricia en París para su investigación doctoral, pero en su lugar se trasladó a San Petersburgo. Para su tesis, investigó los reflejos musculares de las ranas y su relación con la función de los ganglios linfáticos en el laboratorio de Sechenov de la Universidad Médica de Graz. Se graduó en 1867. Fue la primera mujer rusa en recibir el título de doctora en Medicina, que le otorgaron después de defender su investigación y educación frente a una gran audiencia y ante el profesorado de la facultad de medicina.

### Carrera

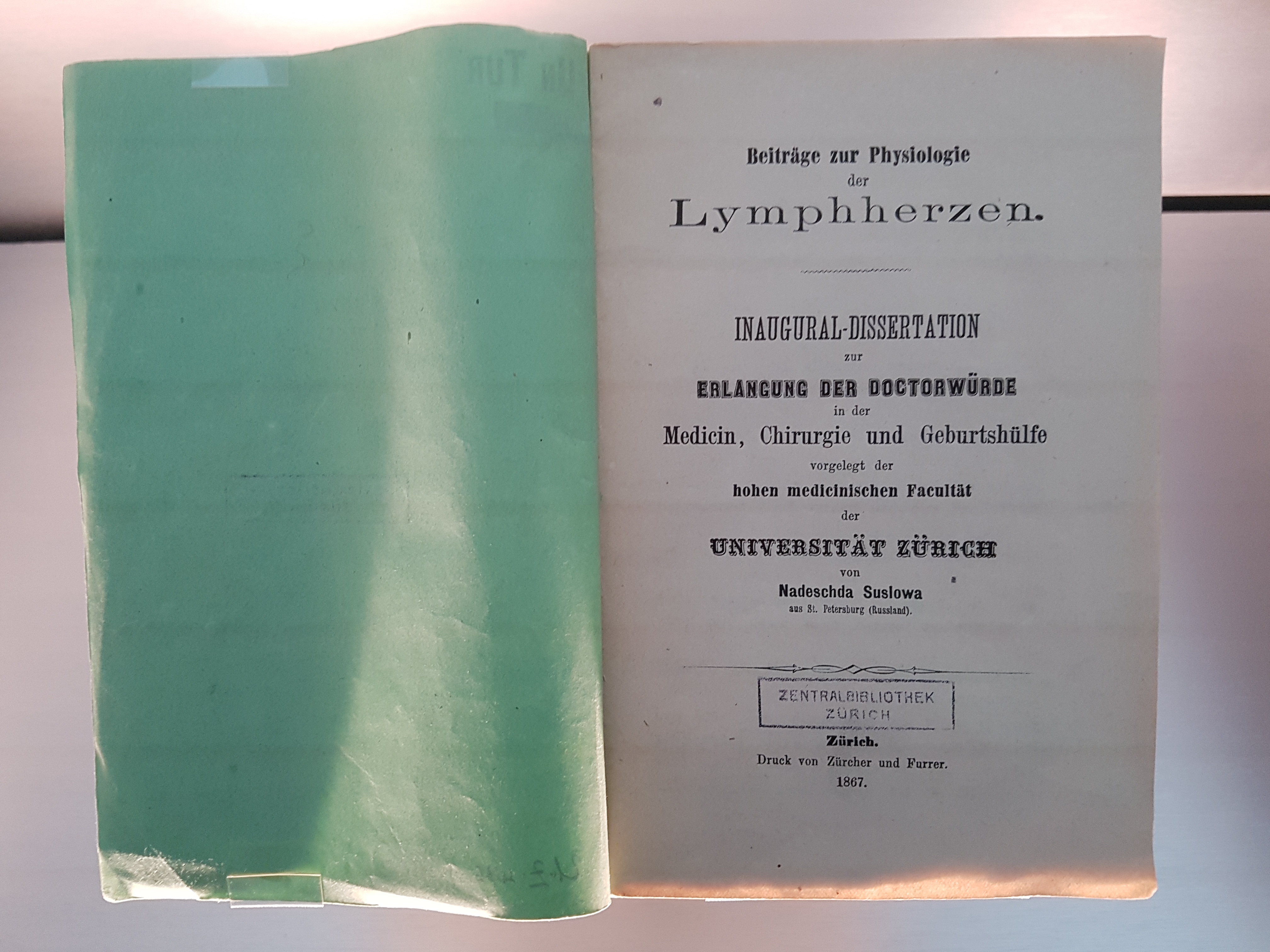
Tesis doctoral de Nadezhda Súslova (1867)

Su primera publicación después de obtener su doctorado fue un resumen de su investigación de tesis, publicada en 1868 en Alemania. Para poder practicar la medicina en Rusia, Súslova (en ese momento, Erismann) tuvo que pasar un examen especial, lo que hizo en 1868. Luego comenzó a practicar ginecología y pediatría en San Petersburgo con pacientes de todas las clases socioeconómicas. Al año siguiente, Friedrich Erismann se mudó a San Petersburgo y la pareja colaboró en la práctica médica y en la investigación de problemas de salud pública que afectaban a los barrios bajos de la ciudad. Después de su divorcio y de otro período de vigilancia policial, se trasladó a Nizhni Nóvgorod para continuar con su práctica médica. Después de un período allí, se trasladó a Alushta con su segundo marido y brindó atención médica gratuita a los tártaros de la zona. Era especialmente conocida por su filantropía durante este período de su vida y por construir una biblioteca y una escuela en su propiedad para servir a la población local.

## Familia
El 16 de abril de 1868, se casó con su primer esposo, Friedrich Erismann, en Viena (Austria). Se conocieron mientras ambos estudiaban en la Universidad de Zúrich. La pareja se divorció el 18 de agosto de 1883 y en 1885, se volvió a casar en este caso con Aleksandr Golubev, profesor de histología y médico.